# 申光均

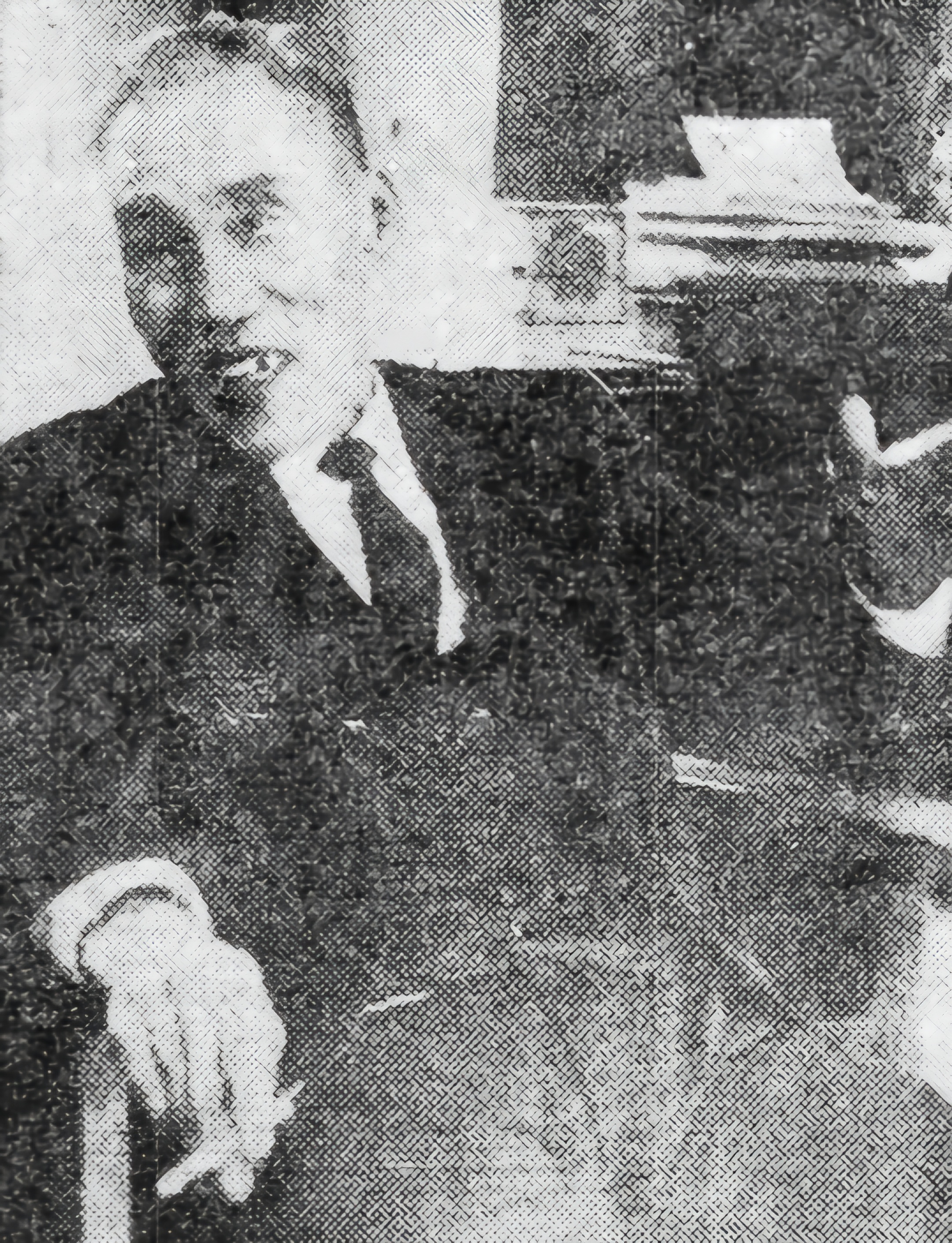
1961年ごろ

申 光均（シン・グァンギュン、朝鮮語: 신광균、1896年3月28日 - 1974年4月26日）は、日本統治時代の朝鮮および大韓民国の教育者、政治家。開豊郡郡守、制憲・第2代韓国国会議員、第8代京畿道知事を歴任した。
本貫は平山申氏。朴槿恵政権時代の金融委員会委員長の申斉潤は孫、アナウンサーの申雅瑛は曽孫娘。

## 経歴
京畿道開豊郡出身。私立鳳鳴学校卒。私立明信義塾教員、私立養新学校校長、開豊郡上道面長・鳳東面長、開豊郡守・農会長、大韓独立促成国民会開豊郡支部長、大韓独立農民連盟開豊郡連盟顧問、大韓独立促成国民会所属の制憲国会議員、一民倶楽部所属の第2代韓国国会議員、国会交通逓信委員、民友会代表議員・農林委員、自由党員、第8代京畿道知事（1960年12月29日〜1961年5月24日）を歴任した。
1974年4月26日、ソウル市冠岳区の自宅で死去。享年78。